# Johnny Klimek
Johnny Klimek (Melbourne, 1962) è un compositore e musicista australiano.
Ha composto musiche per film e serie televisive, tra cui: Matrix Resurrections, Cloud Atlas e Messiah.

## Filmografia parziale

### Cinema
- Lola corre (Lola rennt), regia di Tom Tykwer (1998)
- La principessa + il guerriero (Der Krieger und die Kaiserin), regia di Tom Tykwer (2000)
- Giovani assassini nati (Tangled), regia di Jay Lowi (2001)
- One Hour Photo, regia di Mark Romanek (2002)
- Bang bang, sei morto (Bang Bang You're Dead), regia di Guy Ferland (2002)
- Una bracciata per la vittoria (Swimming Upstream), regia di Russell Mulcahy (2003)
- La Rosa Bianca - Sophie Scholl (Sophie Scholl - Die letzten Tage), regia di Marc Rothemund (2005)
- Il nascondiglio del diavolo - The Cave (The Cave), regia di Bruce Hunt (2005)
- La terra dei morti viventi (Land of the Dead), regia di George A. Romero (2005)
- Profumo - Storia di un assassino (Perfume: The Story of a Murderer), regia di Tom Tykwer (2006)
- Blood and Chocolate, regia di Katja von Garnier (2007)
- Anamorph - I ritratti del serial killer (Anamorph), regia di Henry S. Miller (2007)
- Blackout, regia di Rigoberto Castañeda (2008)
- Chiamata senza risposta (One Missed Call), regia di Eric Valette (2008)
- The International, regia di Tom Tykwer (2009)
- Drei, regia di Tom Tykwer (2010)
- Il domani che verrà - The Tomorrow Series (Tomorrow, When the War Began), regia di Stuart Beattie (2010)
- 6 giorni sulla Terra, regia di Varo Venturi (2011)
- Killer Elite, regia di Gary McKendry (2011)
- Cloud Atlas, regia di Lana e Lilly Wachowski e Tom Tykwer (2012)
- Open Heart - film documentario, regia di Kief Davidson (2013)
- Wolf Creek 2, regia di Greg McLean (2013)
- I, Frankenstein, regia di Stuart Beattie (2014)
- Kill Me Three Times, regia di Kriv Stenders (2014)
- Aspettando il re (A Hologram for the King), regia di Tom Tykwer (2016)
- The Darkness, regia di Greg McLean (2016)
- Conta su di me (Dieses bescheuerte Herz), regia di Marc Rothemund (2017)
- Jungle, regia di Greg McLean (2017)
- Breaking In, regia di James McTeigue (2018)
- Matrix Resurrections (The Matrix Resurrections), regia di Lana Wachowski (2021)

### Televisione
- Senza traccia (Without a Trace) - serie TV, 6 episodi (2002)
- Angeli d'acciaio (Iron Jawed Angels) - film TV, regia di Katja von Garnier (2004)
- Deadwood - serie TV, 31 episodi (2004-2006)
- John from Cincinnati - serie TV, 10 episodi (2007)
- Awake - serie TV, 12 episodi (2012)
- The Newsroom - serie TV, 9 episodi (2013)
- Mind Games - serie TV, 10 episodi (2014)
- Sense8 - serie TV, 24 episodi (2015-2018)
- Babylon Berlin - serie TV (2017-in corso)
- Jett - Professione ladra (Jett) - serie TV, 9 episodi (2019)
- Messiah - serie TV, 10 episodi (2020)

## Premi
- Premio Adolf Grimme - vinto nel 2018 per Babylon Berlin.[2]